# Schizocosa salara
Schizocosa salara är en spindelart som först beskrevs av Roewer 1960.  Schizocosa salara ingår i släktet Schizocosa och familjen vargspindlar.
Artens utbredningsområde är Afghanistan. Inga underarter finns listade i Catalogue of Life.